# Erdoitza Goikoetxea
Erdoitza Goikoetxea Zornoza  (nacida el 24 de enero de 1975 en Bilbao, Vizcaya) es una jugadora de hockey sobre hierba española. Disputó los Juegos Olímpicos de Sídney 2000 y Atenas 2004  con España, obteniendo un cuarto y décimo puesto, respectivamente. 

## Participaciones en Juegos Olímpicos
- Sídney 2000, puesto 4.
- Atenas 2004, puesto 10.